# Nguyễn Sinh Hùng
Nguyễn Sinh Hùng (* Nghệ An, 18 de enero de 1946 - ) es un político vietnamita. Desde el 23 de julio de 2011 al 31 de marzo de 2016 fue Presidente de la Asamblea Nacional de Vietnam. 
A partir del congreso del partido del 2011, fue considerado como uno de cuatro "líderes claves" del país ((lãnh đạo chủ chốt), junto con el secretario general del Partido, Nguyễn Phú Trọng, el presidente Truong Tan Sang, y el primer ministro Nguyen Tan Dung. Hùng fue vice primer ministro (primer vice primer ministro) de 2006 a 2011. Anteriormente, fue ministro de Finanzas, se desempeñó también como jefe del Tesoro del Estado. En el congreso de 2011 fue seleccionado como miembro del Buró Político del Partido Comunista de Vietnam.